# Brian A. Miller (Regisseur)
Brian A. Miller (* im 20. Jahrhundert) ist ein US-amerikanischer Filmregisseur, Schauspieler und Drehbuchautor.

## Leben
Nach dem Schulabschluss an der East Grand Rapids High School im Jahr 1993 nahm er ein Schauspiel- und Filmstudium am Grand Rapids Community College auf. Es folgte ein Wechsel an die Grand Valley State University. Er beendete sein Studium 1999. Seit 2003 wohnt Miller in Los Angeles, wo er sich als Drehbuchautor versuchte und 2006 sowie 2009 als Schauspieler in Erscheinung trat. Der Filmproduzent Randall Emmett ließ ihn schließlich den 2010 veröffentlichten Film Caught in the Crossfire inszenieren, für den Miller auch das Drehbuch verfasste. Es folgten weitere von Emmett produzierte Actionfilme, darunter drei mit Bruce Willis und einer mit Sylvester Stallone als Darsteller. Millers Produktionen sind B-Filme, die, falls überhaupt, nur sehr eingeschränkte Kinoauswertungen erfahren.

## Filmografie (Auswahl)
Als Regisseur
- 2010: In the Crossfire (Caught in the Crossfire)
- 2011: House of the Rising Sun
- 2013: Officer Down – Dirty Copland (Officer Down)
- 2014: The Outsider
- 2014: The Prince – Only God Forgives (The Prince)
- 2015: Vice
- 2018: Reprisal – Nimm dir, was dir gehört! (Reprisal)
- 2018: Backtrace
- 2019: 10 Minutes Gone

Als Drehbuchautor
- 2010: In the Crossfire (Caught in the Crossfire)
- 2011: All Things Fall Apart – Wenn alles zerfällt … (All Things Fall Apart)
- 2011: House of the Rising Sun
- 2014: The Outsider